# 小林一知
小林 一知（こばやし かずとも、1835年 - 1906年）は、幕末期から明治期半ばの日本の測量及び気象官僚。第2代中央気象台台長。最後の咸臨丸船長。

## 略歴
1835年（天保6年）、現在の福岡県にて出生。1858年、築地の軍艦操練所で荒井郁之助らと学び、そのまま教官となる。1868年、戊辰戦争では榎本武揚に従い咸臨丸を操縦し箱館に向かうが、嵐のため遭難し早くに官軍に降伏した。
1869年（明治2年）、明治政府の簡単な処罰の後、民部省に出仕し、地理司と土木司の大佑を兼務。旧幕臣技官を集めて国土測量事業を起こそうとしたが、民部省廃止のため頓挫。鉄道掛の小野友五郎や佐藤政義らに協力し一時鉄道測量に参加したが、工部省が発足すると小林は鉄道寮にも測量司に属せず土木寮に留まった。すぐに土木寮は大蔵省に移管され、そこで地租改正に伴う国土測量事業の創設を待った。1874年（明治7年）1月、大蔵省土木寮と工部省測量司が内務省に移管され、小林はひと月の間土木寮にいたが、同年2月、部下30数名とともに測量司に転任。旧工部省測量司職員を排斥し、測量司の主導権を奪うも、内務卿大久保利通の全国測量事業の縮小と廃止により、気象観測に活路を見いだすことになる。同年8月、測量司は独自の目的を失い地理寮の量地課に縮小され、地域開発のための要地測量と、地租改正に伴う緊急測量に駆り出され、1877年（明治10年）には地理局測地課と改称。小林一知は岩橋教章、阿曾沼次郎、館潔彦、鈴木重葉らとともに同局に在籍し、地理局測地課長、地理局第4部観測課長兼調査編暦課長を歴任した。1886年（明治19年）には三浦清俊、荒井郁之助ともに海軍観象台の経度決定を担当した。
気象業務では測候所の増設、暴風警報の天気予報の創業などを行い、後に戊辰戦争で行動を共にした荒井郁之助の後を受け、1891年（明治24年）第2代中央気象台長に就任した。